# Château du Bois du Mont
 (novembre 2022).
Si vous disposez d'ouvrages ou d'articles de référence ou si vous connaissez des sites web de qualité traitant du thème abordé ici, merci de compléter l'article en donnant les références utiles à sa vérifiabilité et en les liant à la section « Notes et références ».
Le château du Bois du Mont est un château situé près de Javols (Lozère, Occitanie) dans la commune nouvelle de Peyre en Aubrac.

## Localisation
A 1 040 m d'altitude, le château se trouve à environ 3 km à l'ouest de Serverette à vol d'oiseau et à 1 km au nord-est de Javols, sur les hauteurs en rive droite du Triboulin, affluent de la Truyère.

## Histoire
En 1841, le plan du cadastre napoléonien le mentionne comme « maison du bois du mont ».